# Moses Sithole
Moses Sithole (17 de noviembre de 1964, Boksburg, Sudáfrica) es un asesino en serie y violador sudafricano que cometió los "ABC Murders", llamado así porque operó en Atteridgeville, continuo en Boksburg y terminó en Cleveland, un suburbio de Johannesburgo.

## Primeros años de vida
Sithole nació en 1964 en Vosloorus, un pueblo pobre cerca de Boksburg, provincia de Transvaal. Cuando tenía cinco años, su padre murió y su madre abandonó a la familia. Sithole y sus hermanos pasaron los siguientes tres años en un orfanato, donde más tarde dijeron que fueron maltratados. Según su propia versión, fue arrestado por violación en su adolescencia y pasó siete años en prisión. Más tarde culpó a su estancia en prisión por convertirlo en un asesino. Explicó sus crímenes diciendo que las mujeres que asesinó le recordaban a las mujeres que lo habían acusado falsamente de violación muchos años antes.

## Asesinatos y captura
Para la gente a su alrededor, Sithole parecía ser una persona de modales suaves. En el momento de sus crímenes, manejaba una organización fantasma, Juventud contra el abuso humano, ostensiblemente dedicada a la erradicación del abuso infantil. Todas sus víctimas fueron mujeres que acudían a entrevistas para puestos en la organización sin ánimo de lucro de Sithole, que las acababa llevando a sitios remotos, donde procedía a golpearlas, violarlas y asesinarlas. Generalmente fueron estranguladas con su propia ropa interior. Luego escribía la palabra "perra" en sus cadáveres antes de tirarlos. En 1995, se había llevado más de 30 vidas, lo que provocó el pánico en todo el país. En algunos casos, más tarde telefonearía a las familias de las víctimas sin más motivo aparente que burlarse de ellas. En un momento dado, el presidente Nelson Mandela visitó Boksburg en persona para pedir ayuda pública para detener al asesino.
En octubre de 1995, contactó con el periodista sudafricano Tamsen de Beer y se identificó como el asesino buscado.  Durante una conversación telefónica con De Beer, indicó que los asesinatos se llevaron a cabo en venganza por su injusto encarcelamiento. Continuó reclamando 76 víctimas, el doble de las que se informaron. Finalmente, para probar que él era el asesino, dio instrucciones sobre dónde había quedado uno de los cuerpos. Posteriormente, las autoridades locales acorralaron a Sithole en Johannesburgo y lo confrontaron. El sospechoso recibió un disparo mientras atacaba a un agente con un hacha y lo llevaron al hospital, donde se descubrió que era VIH positivo.

## Juicio y sentencia
El 5 de diciembre de 1997, Sithole fue condenado a 50 años de prisión por cada uno de los 38 asesinatos, 12 años de prisión por cada una de las 40 violaciones y cinco años de prisión por cada uno de los seis robos. Dado que sus sentencias se ejecutan consecutivamente, la sentencia efectiva total es de 2.410 años. El juez David Carstairs ordenó que se requiera que Sithole sirva al menos 930 años antes de ser elegible para la libertad condicional. El juez también le dijo a Sithole que si no se hubiera abolido la pena capital ese mismo año, habría condenado a muerte a Sithole.